# Матадеон-де-лос-Отерос
Матадеон-де-лос-Отерос (ісп. Matadeón de los Oteros) — муніципалітет в Іспанії, у складі автономної спільноти Кастилія-і-Леон, у провінції Леон. Населення — 285 осіб (2010).
Муніципалітет розташований на відстані близько 250 км на північний захід від Мадрида, 34 км на південний схід від Леона.
На території муніципалітету розташовані такі населені пункти: (дані про населення за 2010 рік)
- Фонтаніль-де-лос-Отерос: 37 осіб
- Матадеон-де-лос-Отерос: 207 осіб
- Сан-Педро-де-лос-Отерос: 34 особи
- Санта-Марія-де-лос-Отерос: 7 осіб

## Демографія
Динаміка населення (INE ):